# 七山村
七山村（ななやまむら）は、佐賀県北部にあった村で、東松浦郡に属していた。1889年に町村制が施行されて以降、2006年に唐津市へ編入するまで存在した。

## 地理
佐賀県の北部に位置する。脊振山山系に属し、町域の多くは山林である。

### 隣接していた自治体
- 佐賀県
  - 唐津市（2004年12月31日までは東松浦郡浜玉町・厳木町）
  - 佐賀市（2005年9月30日までは佐賀郡富士町）
- 福岡県
  - 前原市（現・糸島市）
  - 糸島郡二丈町（現・糸島市）

## 歴史
- 1889年4月1日 - 町村制施行により、白木村・藤川村・馬川村・荒川村・池原村・木浦村・滝川村・仁部村が合併し、七山村が発足。
- 2002年7月 - 唐津市、呼子町、鎮西町、肥前町、北波多村、相知町、浜玉町、厳木町、玄海町と合併法定協議会を設置。
- 2004年
  - 3月 - 合併議案の否決により、合併法定協議会から離脱。
  - 5月 - 村議会のリコール成立により、村議会が解散。
  - 11月 - 村長のリコール成立により、村長が失職。
- 2005年3月 - 唐津市と合併法定協議会を設置。
- 2006年1月1日 - 唐津市に編入。住所は東松浦郡七山村から唐津市七山となった[1]。

## 村政

### 合併を巡る諸問題
いわゆる平成の大合併の政策に伴い、七山村は唐津市と東松浦郡の呼子町、鎮西町、肥前町、北波多村、相知町、浜玉町、厳木町、玄海町の1市9町村で2002年7月に合併法定協議会（法定協）を設置。玄海町が2003年6月に法定協を離脱して以降、1市8町村で合併協議を行っていたが、七山村は2004年3月の村議会で合併案を否決し、法定協を離脱した。厳木町でも合併問題特別委員会で合併案が否決されたものの、その後の住民投票で合併が賛成多数となって法定協を離脱しなかった。
法定協を離脱後、2004年5月に七山村の住民が合併案否決を不服とした村議会のリコール（解散）請求が行われ、住民投票の結果リコールが成立して村議会が解散。同年11月には合併に対する明確な態度を示さない岡本研一村長に対してリコール請求が行われ、住民投票の結果リコールが成立し、村長が失職することとなった。2005年2月に行われた村長選挙において、前職の岡本氏と合併推進派の新人・江口利安氏が一騎討ちで争い、江口氏が当選。
|      | 票数 |
| ---- | ---- |
| 賛成 | 974  |
| 反対 | 934  |
| 無効 | 37   |

（当日有権者数2152人、投票率90.38%）
2005年3月、唐津市（このとき、旧・唐津市、呼子町、鎮西町、肥前町、北波多村、相知町、浜玉町は合併しており、新・唐津市となっていた）との合併法定協議会を設置し、2006年1月1日に唐津市へ編入した。

## 地域

### 教育

#### 小中学校
村立
- 七山中学校
- 七山小学校

## 交通

### 空港
最寄り空港は福岡空港。

### 鉄道
村内を鉄道路線は通っていない。最寄り鉄道駅はJR九州筑肥線浜崎駅。

### バス
- 昭和自動車
  - 唐津バスセンター - 東唐津駅 - 鏡山下 - 浜崎駅北口 - 玉島神社前 - 七山市民センター前
  - 日中は村内で「チョイソコからつ」が運行されている。

### 道路
- 一般国道：国道323号

## 名所・旧跡・観光
- 観音の滝（日本の滝百選）
- 鳴神温泉ななのゆ
- 樫原湿原